# كورال-روبيو
بلدية كورال-روبيو (بالإسبانية: Corral-Rubio) هي بلدية تقع في مقاطعة البسيط التابعة لمنطقة كاستيا لا مانتشا وسط إسبانيا.

## الديموغرافيا
بلغ عدد سكان بلدية كورال-روبيو 406 نسمة عام 2011 (وفقاً للمعهد الوطني الإسباني للإحصاء).
| 481 | 481 | 428 | 251 | 414 | 413 | 406 |